# بیل اسکات
بیل اسکات (انگلیسی: Bill Scott؛ ۲ اوت ۱۹۲۰ – ۲۹ نوامبر ۱۹۸۵) صداپیشه، نویسنده و تهیه‌کننده تلویزیونی اهل ایالات متحده آمریکا بود.
از فیلم‌ها یا مجموعه‌های تلویزیونی که وی در آن‌ها نقش داشته است، می‌توان به کارتون دادلی دو-رایت اشاره نمود.